# Distrito de Ataura
El distrito de Ataura es uno de los 34 que ir conforman la provincia de Jauja, ubicada en el departamento de Junín en el centro del Perú.
Dentro de la división eclesiástica de la Iglesia Católica del Perú, pertenece a la Vicaría IV de la Arquidiócesis de Huancayo

## Historia
El distrito fue creado mediante Ley del 27 de marzo de 1935, en el gobierno del Presidente Oscar R. Benavides.

## Geografía
La superficie del distrito de Ataura es 5,9 km². El distrito de Ataura se encuentra a 3 344 m s. n. m.

## Capital
Su capital es el pueblo de Ataura

## División administrativa

### Barrios
Tayta Jaujino, Yanasyugo, Vista Alegre, Miravalle y Chaupimarca.

### Anexos y centros poblados
Viscap es el anexo del distrito de Ataura, se encuentra ubicado al norte, cerca al aeropuerto de la provincia.

## Autoridades

### Municipales
2023 - 2026 ALCALDE: Policarpio Mauro Herquinio Alvarez
- 2015 - 2018[2]
  - Alcalde: Alfonso Jorge Bullón Caro, Movimiento Junín Sostenible con su Gente (JSG).
  - Regidores: Arturo Jorge Bullón Moya (JSG), Miriam Jesús Contreras Yllesca (JSG), Máximo Moisés Mateo López (JSG), Yhasmire Anabel Pariona Rojas (JSG), Vairo Fleming Hinojosa Zevallos (Alianza para el Progreso).
- 2011-2014[3]
  - Alcalde: José Manuel Miranda Monge, Perú Posible (PP).
  - Regidores: Edy Jorge Soto Miguel, de Perú Libre (PL), Eldy Dulcina Castro Quispe (PL), Alain Heraclio Hinojosa Llallico (PL), Cecilia Evangelina Ojeda Sánchez (PL), Marleni Ruth Cerrón Moya (PL)
- 2007-2010
  - Alcalde: Jorge Julio Bullón Galarza.

### Policiales
- Comisaría de Jauja
  - Comisario: Cmdte. PNP. Edson Hernán Cerrón Lazo.[4]

### Religiosas
- Arquidiócesis de Huancayo[5]
  - Arzobispo de Huancayo: Mons. Pedro Barreto Jimeno, SJ.
- Parroquia Santa Fe[6]
  - Párroco: Pbro. Percy Castillo Vílchez.

## Educación

### Instituciones educativas
- Institución Educativa Particular "Arco Iris" - Escuela Rural Arte para Ser, del Anexo de Visacap - Ataura
- Institución Educativa "Cadenita de Oro"N.º 356. Fue creado el 9 de julio de 1974.
- Institución Educativa "Gustavo Bullón Noroña-30498"

## Fesitividades
- Enero: Tunantada en honor a la Festividad del Dulcísimo Niño Jesús.
- Agosto: Santa Rosa de Lima
- Septiembre: Virgen de la Merced